# Rue du Grand-Hurleur
48° 51′ 53″ N, 2° 21′ 10″ E
La rue du Grand-Hurleur est une ancienne rue de Paris, aujourd'hui disparue. Elle était située dans le quartier de la Porte-Saint-Denis de l'ancien 6e arrondissement (actuellement 3e arrondissement). 

## Situation
La rue appartenait juste avant la Révolution française à la paroisse Saint-Laurent dans sa partie orientale et à la paroisse Saint-Leu dans sa partie occidentale. Pendant la Révolution française, elle fait partie de la section des Amis-de-la-Patrie, qui devient le quartier de la porte Saint-Denis lors de la création de l'ancien 6e arrondissement en 1795,.
La rue commençait rue Saint-Martin et terminait rue du Bourg-l'Abbé (supprimée dans les années 1850 lors du percement du boulevard Sébastopol). Elle se trouvait dans la continuité de la rue Jean-Robert (aujourd'hui rue des Gravilliers).

## Origine du nom
Son nom provient peut-être d'un propriétaire, le chevalier Hugues-Loup (Heu-Leu). On retrouve la même origine dans la rue du Petit-Hurleur (incorporée à la rue de Turbigo dans les années 1850).

## Historique
La rue faisait autrefois partie du Bourg-l'Abbé. On trouve une référence à cette rue en février 1253 sous le nom de « rue Heuleu » ou « rue Huleu ». Dans des actes de 1627 et 1643, elle est nommée « rue des Innocents ».
C'était l'une des voies les plus sales, les plus étroites et les plus dégoûtantes de Paris où étaient cantonnées quelques prostituées.
Elle est citée dans un manuscrit de l'abbaye Sainte-Geneviève de 1450 sous le nom de « rue de Hulleu ».
Elle est mentionnée « rue du Pet » sur le plan de Gomboust (1652).
Elle est supprimée lors du percement du boulevard Sébastopol et de la rue de Turbigo, voies déclarées d'utilité publique en 1854.
Les nos 33 à 43 de la rue de Turbigo et le no 83 du boulevard Sébastopol ont été construits à son emplacement,.